# Protomučedník

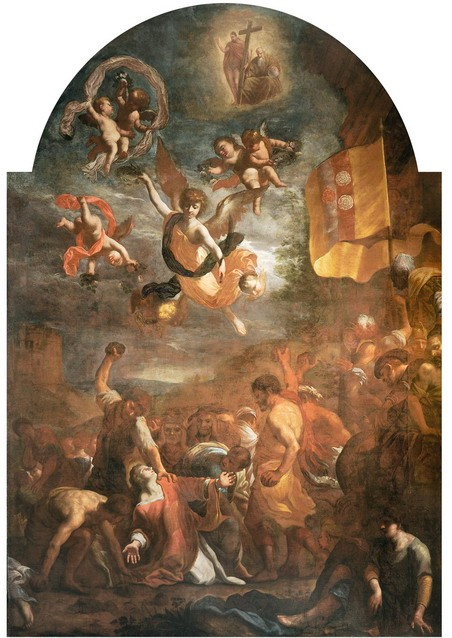
Umučení svatého Štěpána, prvomučedníka (Karel Škréta, litoměřická katedrála)

Protomučedník (také prvomučedník, řecky koine, πρῶτος prôtos 'první' + μάρτυς mártus ' mučedník ') je první křesťanský mučedník v zemi nebo mezi zvláštní skupinou, jako kupříkladu řeholní společenství.

## Charakteristika
Kromě výrazu protomučedník, označující prvního svatého mučedníka v damém regionu, může obodobně fráze protomartyr (bez jiné specifikace země nebo regionu) může znamenat sv. Štěpána, prvního mučedníka křesťanské církve. Sv. Tekla, prvomučednice, první mučednice křesťanské církve, je známá jako „apoštolka a protomučednice mezi ženami“.